# Hibiscus cannabinus
Hibiscus cannabinus là một loài thực vật có hoa trong họ Cẩm quỳ, còn được gọi là Kenaf  (theo tiếng Anh và tiếng Ba Tư). Loài này được Carl Linnaeus (L.) mô tả khoa học đầu tiên năm 1759.
Biệt danh cannabinus (cần sa) có thể được truy nguyên từ sự giống nhau của hình dạng chiếc lá với cây cần sa. Nếu trồng ở nơi hẹp, cây không phân nhánh có thể cao đến 3 hay 4 mét. Theo truyền thống, Kenaf được sử dụng để làm dây thừng hoặc bao tải. Các ứng dụng mới hơn là vật liệu xây dựng và sử dụng chúng làm chất hấp phụ hoặc làm thức ăn cho gia súc. Kenaf cũng được trồng để sản xuất bột giấy để làm giấy. Năng suất là khoảng 20 tấn bột giấy mỗi ha. Ngoài ra trong canh tác sợi, dư lượng được sử dụng để sản xuất bột giấy, hoặc chúng được sử dụng làm nhiên liệu đốt.

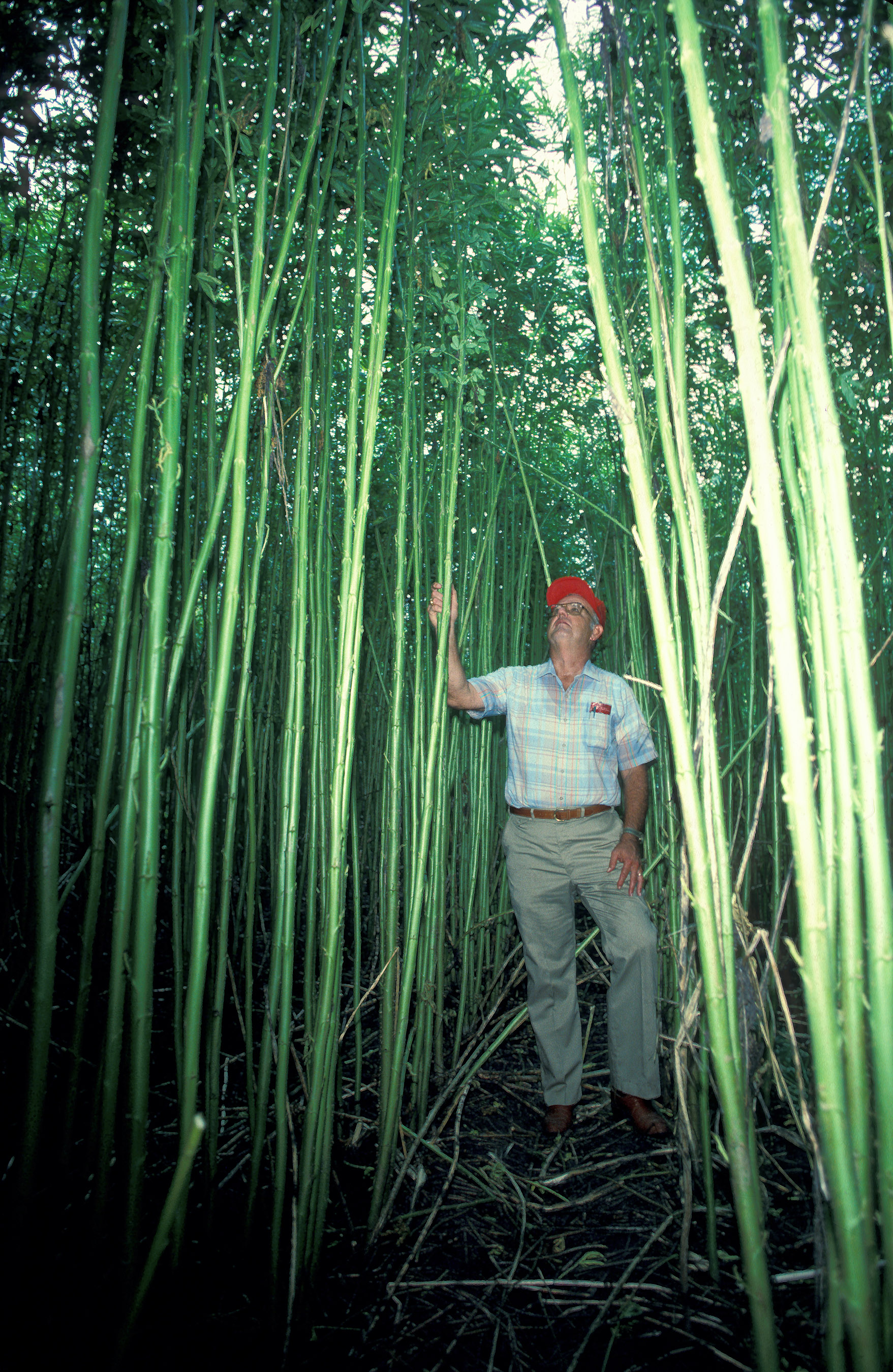
Cây có thể cao đến 4 m
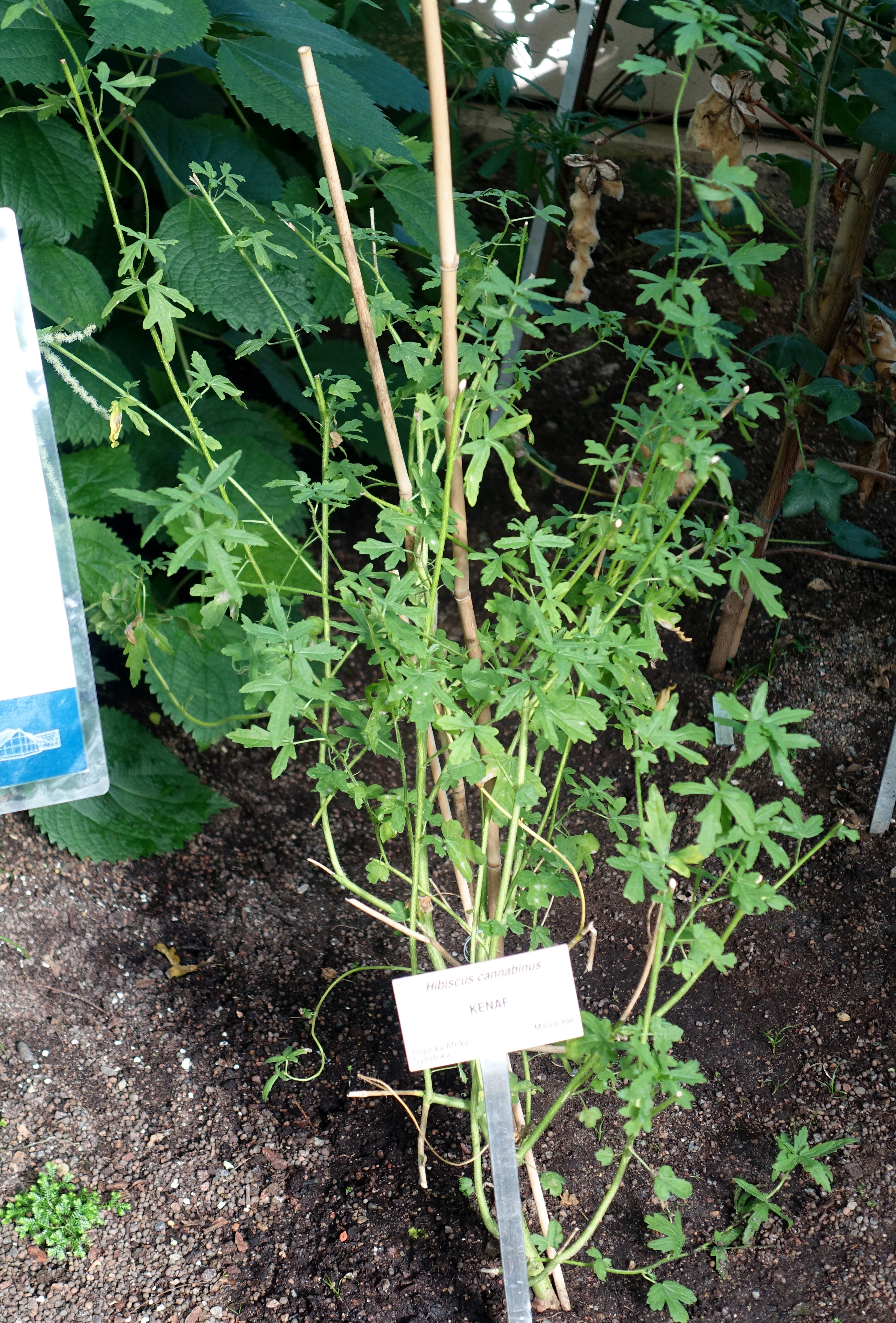
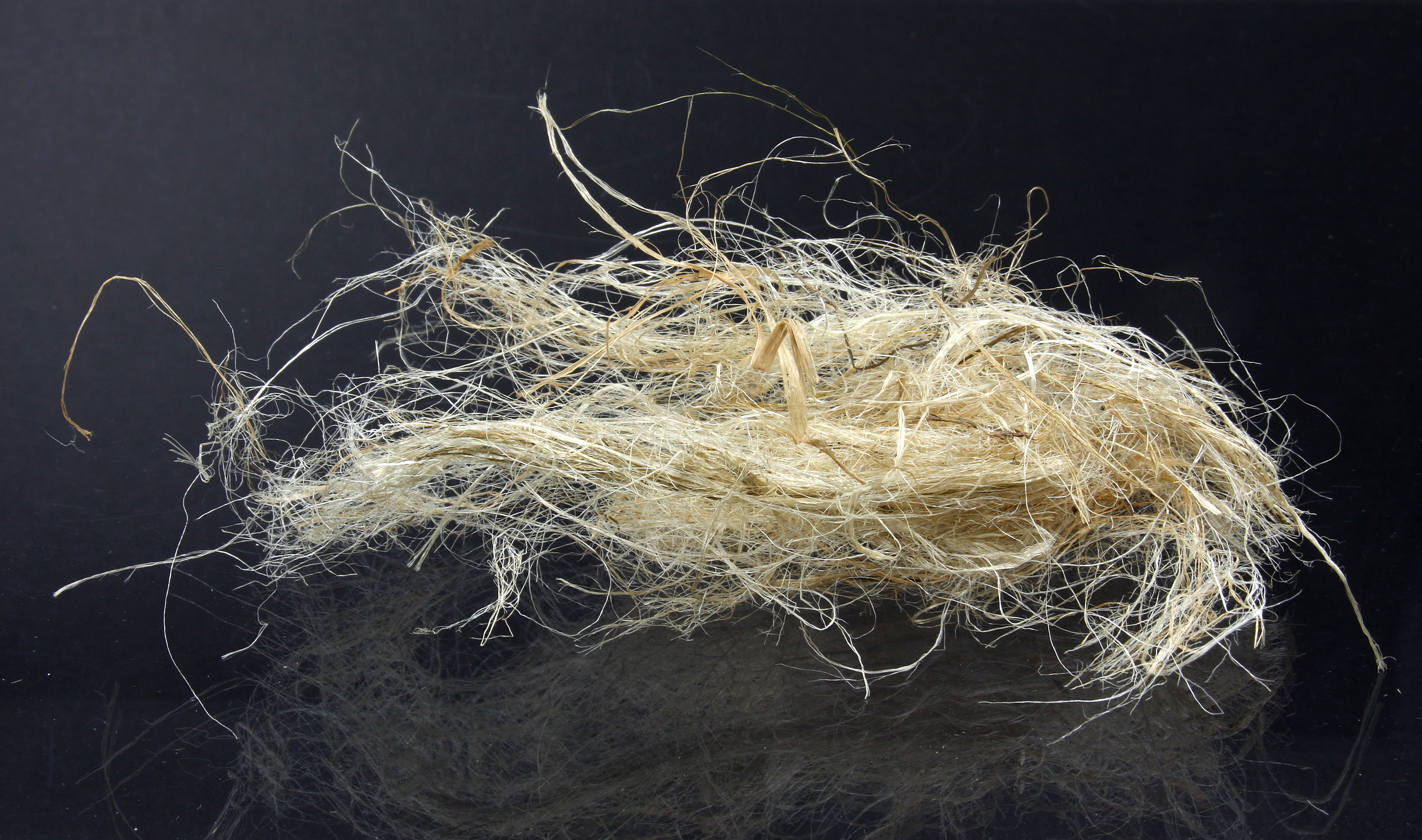
Sợi Kenaf
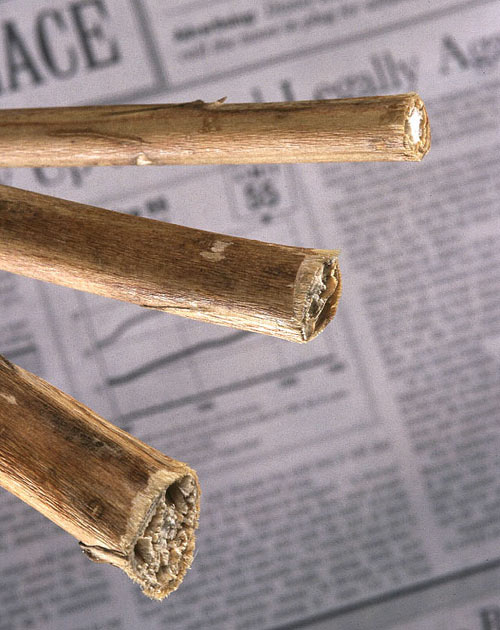
Nhánh cây khô